# Alexandre Ivtchenko
Alexandre Gueorguievitch Ivtchenko (en russe : Александр Георгиевич Ивченко ; né le  10 novembre / 23 novembre 1903 à Tokmak, mort le 1er juillet 1968 à Zaporijia) était un constructeur soviétique de moteurs d'avions.
Ivtchenko avait commencé son apprentissage dans une fonderie métallurgique en 1920. Plus tard, il suivit une formation au sein de l'institut de mécanique de Kharkov, qu'il termina par un diplôme d'ingénierie en moteurs à combustion interne en 1935.
Il devint ingénieur pour les bancs d'essai de moteurs aéronautique dans l'usine n° 29 de Zaporijia. Peu de temps après, il fut muté au bureau d'études pour moteurs à pistons dont il prit la direction des études.
En 1939 fut prise la décision de développer le moteur de type M-89 qui devait fournir une puissance de 1500 ch. L'usine fut alors transférée en Sibérie (voir Seconde Guerre mondiale). Ivtchenko se concentra à l'industrialisation du moteur de type ASH-82FN prévu pour équiper le Lavotchkine La-5.
En 1945, il devint ingénieur en chef du bureau d'études (OKB) n° 478, puis directeur-général des études en 1963. De 1945 à 1968, ce bureau construisit des moteurs mis en œuvre dans toute l'industrie aéronautique soviétique mais aussi dans la marine.
Il s'agissait en particulier de moteurs à pistons (tels que les  AI-26, AI-10, AI-12, AI-14D),mais aussi de turbines à gaz pour avions (TS-12F, AI-2MK, AI-8, AI-20K, AI-20D, AI-24) et hélicoptères (AI-4B, AI-26B, AI-14B, AI-7, AI-8, AI-24B, TB-2BK). Le bureau réalisa également de petits moteurs pour scies (tronçonneuses) et motoneige.
Ivtchenko reçut de nombreuses décorations dont l'Ordre de Lénine en 1963
Nota : Les dates doubles indiquent en premier lieu la date selon le calendrier julien en vigueur jusqu'à la Révolution russe 1917 et en deuxième lieu, celle du calendrier grégorien utilisé dans les pays occidentaux depuis le XVIe/XVIIIe siècle. Voir aussi : Wikipédia: conventions de transcription du russe en français.